# Branchinecta conservatio
Branchinecta conservatio är en kräftdjursart som beskrevs av Eng, Belk och Bente Eriksen 1990. Branchinecta conservatio ingår i släktet Branchinecta och familjen Branchinectidae. IUCN kategoriserar arten globalt som starkt hotad. Inga underarter finns listade.

## Bildgalleri

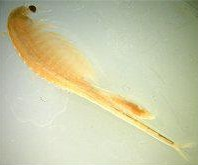